# Пожарная каланча (Кострома)
Пожарная каланча — выдающийся памятник архитектуры эпохи классицизма в Костроме, одна из достопримечательностей города, главное украшение центральной Сусанинской площади. Архитектор — Пётр Фурсов.

## История
Каланча была построена по инициативе губернатора Карла Баумгартена (1768−1831), издавшего предписание:

«не мешает здесь приличной каланче, которая бы вместе и служила городу украшением и оградила каждого обывателя безопасностию во время пожарных случаев. Для сего избрано мною удобное место в здешнем городе, находящееся по лицу Екатеринославской площади в определении с домом градской полиции, оное находилось в частных руках, а кроме него других способных к тому нет, то в сей необходимости вынужден купить оное у капитана Сумарокова.»— Кудряшов Е.В. Архитектурный ансамбль центра Костромы. – Кострома, 1993. – 64 с.; илл.
В ноябре 1823 года губернским архитектором П. И. Фурсовым составлены проектные чертежи здания, смета на строительство; в апреле 1824 года они были рассмотрены и одобрены в Санкт-Петербурге; 3 мая 1824 года заключен подряд на возведение каланчи. Строительство каланчи велось в 1824—1825 годах подрядчиком А. Степановым; отделочные работы выполнены по эскизам Фурсова артелью штукатуров под началом А. П. Темнова и ярославскими лепщиками С. С. Повырзневым и С. Ф. Бабакиным «со товарищи» в 1825—1827 годах.
В 1834 году каланча вызвала восхищение у побывавшего в Костроме с визитом императора Николая I («Такой у меня в Петербурге нет!»), после чего за ней закрепилась слава лучшей пожарной каланчи российской провинции.
Во второй половине XIX века каланча несколько раз перестраивалась. В 1870-х годах по проекту городского архитектора Н. Н. Черницкого к зданию были пристроены обширные боковые крылья для размещения в них пожарного депо. В 1880-х годах «фонарь» на караульной вышке утерял свой прежний вид − на старых фотографиях можно разглядеть, что его значительно упростили. Однако в 1950-х реставраторы возвратили ему первоначальный облик.
Пожарная каланча Костромы практически все время своего существования использовалась только по назначению, и даже до недавнего времени здесь продолжало размещаться областное управление пожарной охраны. В 2005 году каланча была передана Костромскому музею-заповеднику. Фонарь башни используется для размещения антенн сотовой связи.

## Архитектура
Здание построено в стиле позднего классицизма по образцу античного храма с портиком, состоящим из высокого фронтона и шести высоких колонн с ионическими капителями. Фасад за колоннами украшен круглыми окнами-розетками, а в центре треугольника фронтона помещен двуглавый орел. Само здание − двухэтажное, очень просторное, в нем свободно размещались все помещения, необходимые пожарной части губернского города: жилые и караульные помещения для работников и пожарной команды, конюшни, сараи для бочек с водой. Венчает все сооружение великолепная и очень высокая наблюдательная вышка с беседкой-фонариком. Вышка может считаться отдельным произведением искусства, настолько тщательно продуманы и проработаны её детали. Сам восьмигранник башни сплошь покрыт мелким рустом, отчего она выглядит не массивной, а легкой и даже ажурной. Башня как бы «вырастает» из основания-восьмерика, окруженного маленькими тосканскими портиками с четырех сторон. А венчает все сооружение красивый фонарь с обходным балконом.
После разрушения в 1930 году колокольни Костромского кремля каланча стала самой высокой доминантой центра города.

## Местонахождение
Сусанинская площадь, официальный адрес здания — 156000, улица Симановского, д. 1/2, тел. +7 (4942) 31-68-37.